# Arteria cerebellare anteriore inferiore
L'arteria cerebellare anteriore inferiore (AICA), è uno dei tre principali vasi che riforniscono di sangue arterioso il cervelletto. Insieme alla arteria cerebellare posteriore inferiore (PICA) ed alla arteria cerebellare superiore (SCA) oltre ad irrorare il cervelletto garantisce anche un regolare flusso ematico ai distretti del tronco encefalico.

## Decorso
L'arteria cerebellare antero inferiore (AICA) deriva dall'arteria basilare; la sua precisa posizione di origine è variabile. Si tratta di una singola arteria nel 60-80% dei casi, si presenta duplicata o triplicata nel 20-40% circa dei casi, mentre è assente solo nel 2% degli individui.
La AICA origina nel terzo inferiore dell'arteria basilare in oltre 3/4 dei casi, e nella giunzione vertebro-basilare solo nel 10% circa dei casi. 
Dalla sua origine l'arteria viene a decorrere lateralmente e inferiormente sulla faccia anteriore del ponte, dando origine a molteplici rami perforanti che vascolarizzano i 2/3 inferiori del ponte e la parte superiore del midollo allungato.
L'arteria entra quindi nella cisterna all'altezza dell'angolo del cervelletto e in prossimità del nervo facciale e del nervo vestibolococleare, inviando rami al canale uditivo interno e al plesso coroideo del IV ventricolo, sporgendo attraverso il foro laterale di Luschka. L'arteria si dirige quindi lateralmente, in posizione superiore rispetto al flocculo cerebellare, quindi piega medialmente, attraversando la faccia inferiore degli emisferi cerebellari, dove
invia alcuni rami collaterali che vascolarizzano queste strutture, oltre a porzioni della parte inferiore del verme e, in profondità, il nucleo dentato omolaterale.

## Rami e territorio vascolarizzato
Durante il suo decorso nell'angolo ponto-cerebellare, l'arteria si biforca in due tronchi: il tronco rostrale e il tronco caudo-mediale. 
Il tronco rostrolaterale in genere entra in relazione con il complesso del nervo acustico e del nervo facciale, aggira il flocculo e vascolarizza i lobi semilunari superiore e inferiore.

Il tronco caudomediale si porta verso il basso ed il margine mediale del cervelletto e va a vascolarizzare il lobulo biventre, il peduncolo cerebellare inferiore, la porzione laterale del ponte e una parte di cisterna nel plesso coroideo del 4° ventricolo.

## Significato clinico
L'occlusione dell'arteria cerebellare anteriore inferiore è considerata un evento raro che generalmente si manifesta con una sindrome pontina laterale, nota anche con il nome di "sindrome AICA". La sintomatologia è dominata dall'improvvisa comparsa di vertigine e vomito, nistagmo, disartria, tendenza alla caduta dal lato della lesione (a causa delle lesioni che coinvolgono i nuclei vestibolari), e di una varietà di caratteristiche che interessano il medesimo lato della lesione neurologica e comprendono emiatassia, perdita della sensibilità del volto (a causa di danni che coinvolgono il nucleo principale del trigemino sensoriale, paralisi facciale (per le lesioni del nucleo facciale), e perdita dell'udito e tinnito (a causa delle lesioni che interessano i nuclei cocleari). La vertigine può talvolta presentarsi come sintomo isolato diverse settimane o mesi prima che si verifichi l'ischemia acuta e l'infarto cerebrale, probabilmente con il significato di ischemia transitoria interessante l'orecchio interno o il nervo vestibolare. Spesso c'è anche perdita della capacità percepire il dolore e la temperatura negli arti e nel tronco controlateralmente al danno: questa evenienza può portare ad una errata diagnosi di attribuzione del disturbo alla cosiddetta sindrome midollare laterale, che si caratterizza anch'essa per la presenza di segni neurologici "incrociati", ma che normalmente non causa sintomi cocleari, gravi paralisi facciale o perdita della sensibilità al volto.